# Cripple Creek
Cripple Creek è un centro abitato (city) degli Stati Uniti d'America, capoluogo di contea della contea di Teller dello Stato del Colorado. Nel censimento del 2000 la popolazione era di 1.115 abitanti.

## Geografia fisica
Secondo i rilevamenti dell'United States Census Bureau, Cripple Creek si estende su una superficie di 2,9 km².

## Cultura
La cittadina del Colorado ha ispirato Robbie Robertson del gruppo The Band alla composizione della canzone country rock Up on Cripple Creek, pubblicata nell'album The Band del 1969.